# Glyptoplax pugnax
Glyptoplax pugnax is een krabbensoort uit de familie van de Panopeidae. De wetenschappelijke naam van de soort is voor het eerst geldig gepubliceerd in 1870 door Smith.